# المعتصم بن صمادح
المعتصم بالله والواثق بفضل الله أبو يحيى محمد بن معن بن صمادح التجيبي ثاني حكام طائفة ألمرية من بني صمادح التجيبيين في عهد ملوك الطوائف.

## سيرته
تولى أبو يحيى محمد بن معن بن صمادح في عام 443 هـ حكم طائفة ألمرية خلفًا لأبيه معن بن صمادح بإجماع بني عمه ورجال دولته، ولم يكن قد استكمل الثامنة عشرة من عمره. وقد كان أبوه قد أخذ له البيعة بولاية عهده، بعد أن عرضها على أخيه أبي عتبة صمادح بن معن، فاعتذر عن قبولها، واتخذ محمد لقبي المعتصم بالله والواثق بفضل الله.
تعرض المعتصم في بداية عهده، لثورة من ابن شبيب صاحب لورقة واستنصر ابن شبيب بعبد العزيز المنصور صاحب بلنسية، فلبّى عبد العزيز دعوته، وأمده ببعض قواته، وزحف المعتصم في جيشه على لورقة، وبعد أن أمده باديس بن حبوس صاحب غرنطة ببعض قواته، فهزم المعتصم ابن شبيب واستعاد لورقة. ولما توفي عبد العزيز عام 452 هـ، وخلفه ابنه عبد الملك، بعث المعتصم بن صمادح بعض قواته فأغارت على بعض حصونه بمساعدة من باديس، ولكن دون نجاح يذكر. وفي عام 459 هـ، طمع المعتصم في أراضي غرناطة فهاجم وادي آش واستولى عليها، ثم استعادها باديس بعدئذ. ولما توفي باديس عام 465 هـ وخلفه حفيده عبد الله بن بلقين، وقعت بين المعتصم وعبد الله منازعات كثيرة بسبب حصون غرناطة الواقعة على الحدود، وانتهى الأمر بأن اتفقا على أن يهدم عبد الله تلك الحصون للمحافظة على المودة بينهما.
وبعد أن سقطت طليطلة في يد ألفونسو السادس ملك قشتالة عام 478 هـ، اتفق معظم ملوك الطوائف على استدعاء المرابطين، وهو الأمر الذي لم يكن ابن صمادح من المتحمسين له، وهو ما كان جليًا حيث أنه لم يشهد معركة الزلاقة عام 479 هـ، متعللاً بكبر سنه، وأرسل قواته بقيادة ولده معز الدولة. ولما تحصّن القشتاليون في حصن لييط فيما بين مرسية ولورقة، عبر يوسف بن تاشفين إلى الأندلس عام 481 هـ، وتعاون الأندلسيون مع المرابطين على حصار حصن لييط، وكان المعتصم من المساهمين في الحصار الذي طال لأربعة أشهر، ولم ينجح المسلمون في اقتحام الحصن، ثم اضطر ألفونسو لإخلائه بعد أن قُتلت معظم حاميته.
ولما رأى ابن تاشفين ما عليه ملوك الطوائف من شقاق وفرقة، أرسل جيوشه لإسقاطهم، ففي عام 484 هـ، حاصر جيش أبي زكريا بن واسنو أحد قادة ابن تاشفين ألمرية. وفي ربيع الآخر 484 هـ، توفي المعتصم بن صمادح، وقد اختلفت الروايات حول ما إذا كان المرابطون قد حاصروا ألمرية قبل وفاة المعتصم، أو أنه توفي قبل مقدم المرابطين.

## أعماله وشخصيته

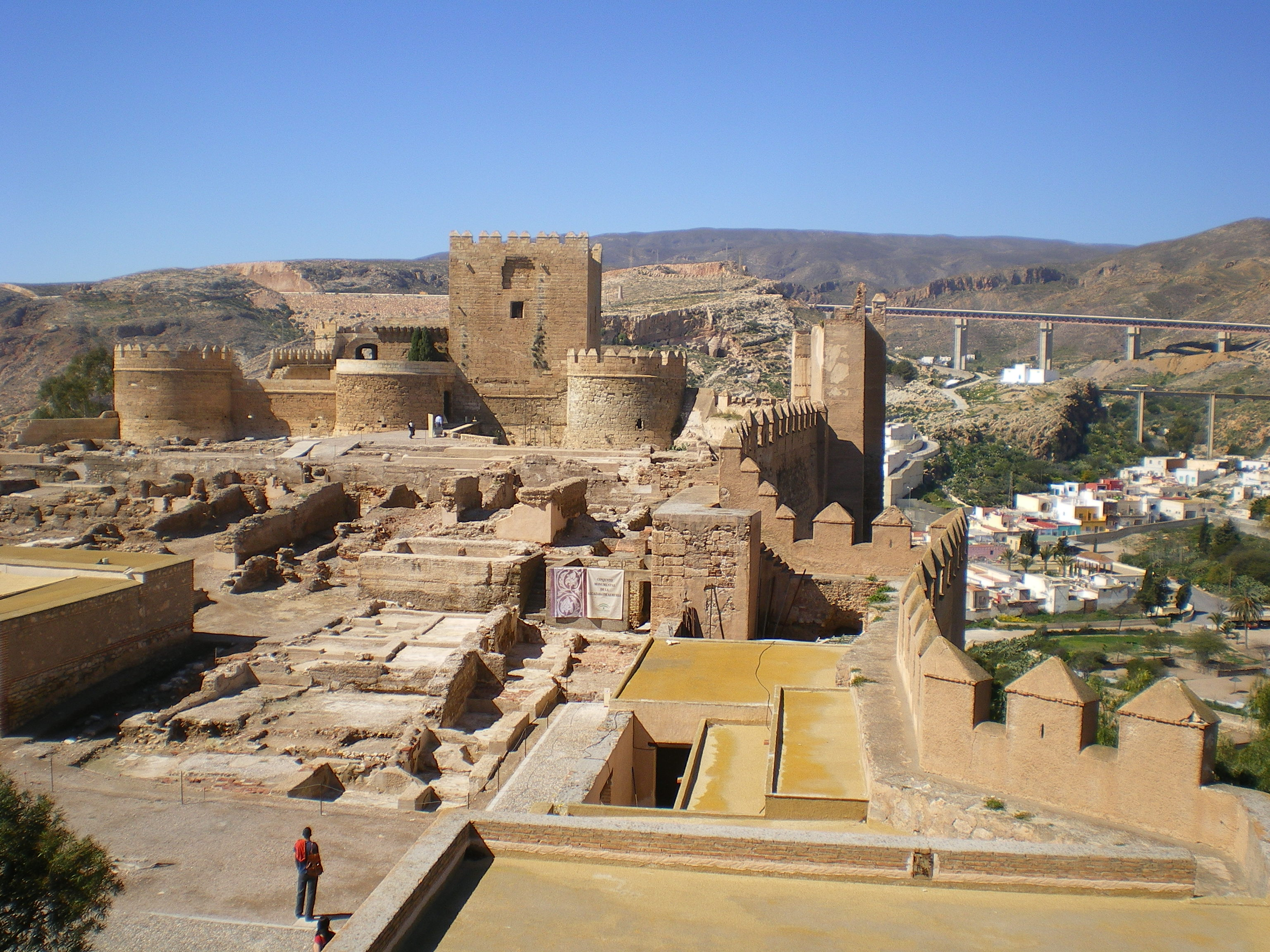
أطلال قصر المعتصم في ألمرية.

اهتم المعتصم بعمارة ألمرية، فابتنى قصرًا كبيرًا زينه بالعديد من مظاهر الأبهة والعظمة، كما جلب الماء إلى المدينة ووصلها إلى جامع ألمرية، ونظم وصول الماء إلى الحدائق الملحقة بقصره، كما ابتنى قصورًا أخرى خارج ألمرية ألحق بها حدائق جمع لها غرائب الأشجار والثمار، وجعل في إحدى تلك الحدائق بحيرة كبيرة أحاطها بمجالس مفروشة بالرخام الأبيض، وأطلق عليها اسم «الصمادحية».
وقد اشتهر المعتصم بن صمادح بكونه أديبًا وشاعرًا، يضم بلاطه العديد من شعراء عصره، كوزيره عبد العزيز بن أرقم وعبادة القزاز إمام الموشحات وأبو الفضل البرجي وابن الحداد الوادي آشي.
وقد نقل ابن الأبار القضاعي في كتابه «الحلة السيراء» عن أبي عامر محمد بن أحمد بن عامر الطرطوشي السالمي قوله أن «ما خاضه المعتصم من الفتن والحروب مع خصومه من ملوك الطوائف، لم يكن مما يتفق وطبيعته الوادعة، وإنما استدرج إليها، وأكره عليها إكراهًا.» كما تميز أبناؤه عز الدولة ورفيع الدولة وبنته أم الكرام بكونهم من الشعراء المصبوغين. اهتم المعتصم بشئون الدين، وإقامة أحكام الشريعة، وكان يعقد المجالس في قصره للمذاكرة، ويخصص يومًا كل أسبوع للفقهاء، يتناظرون بين يديه في كتب التفسير والحديث.